# Chester Presbyterian Church

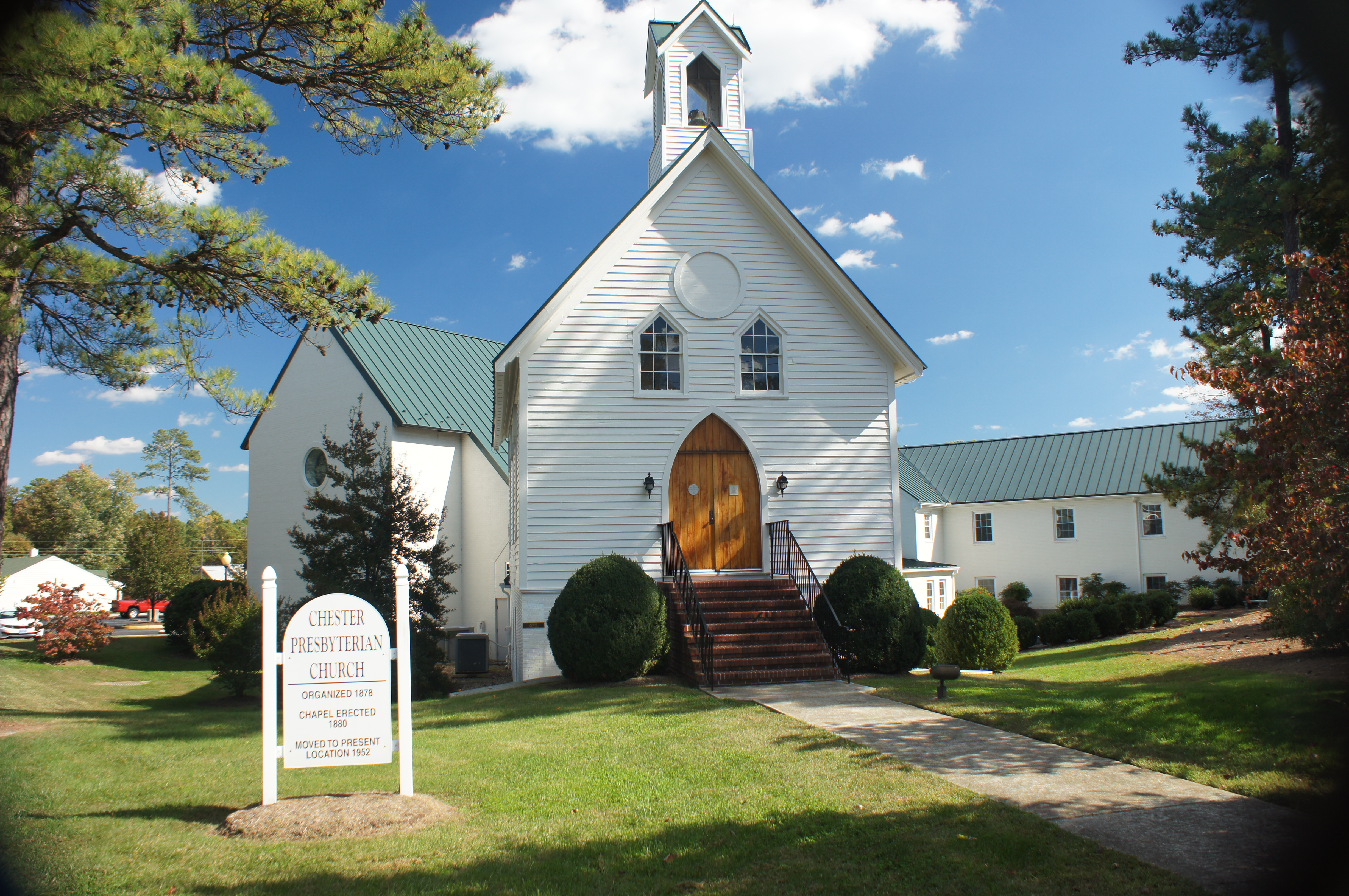
Die Chester Presbyterian Church

Die Chester Presbyterian Church ist eine presbyterianische Kirche innerhalb der Presbyterian Church (U.S.A.) an der Kreuzung der Osborne Road und der VA 10 in Chester, Chesterfield County, Virginia. Die Kirche ist ein Holzrahmenbau von 6 m × 9 m, der von einem steilen Satteldach mit relativ tiefen, unverzierten Traufen bedeckt wird. Sie wurde im Stil der amerikanischen Gothic-Revival-Architektur gebaut. 1976 wurde sie in das National Register of Historic Places aufgenommen.

## Geschichte
Familien, die auf der Suche nach wertvollen Artefakten aus dem Sezessionskrieg in die Gegend gekommen waren, gründeten 1878 die Kirchengemeinde "Chester Presbyterian Church". Der Kirchbau entstand 1880 auf der Ostseite der Winfree Street nach Plänen des Architekten T. Martin Grove. Der Glockenturm wurde nach seinem Einsturz im Jahr 1948 wiederaufgebaut. 
Die Kirche zog 1951 an die Osborne Road um, wurde aber 1954 wieder an die Osborne Road und die Virginia State Route 10 zurückverlegt. 1956 entstand ein neues Kirchgebäude mit zahlreichen neuen Gemeinderäumen; die historische Kapelle blieb jedoch weiterhin in Gebrauch. 1995 wurde die Kapelle im Rahmen von Erweiterungsarbeiten noch einmal versetzt.